# Ethan Ampadu
Ethan Kwame Colm Raymond Ampadu, né le 14 septembre 2000 à Exeter (Angleterre), est un footballeur international gallois qui évolue au poste de défenseur à Leeds United.

## Biographie

### Carrière en club

#### Exeter City
Formé à Exeter City, Ethan Ampadu fait ses débuts en équipe première le 9 août 2016 face à Brentford en Coupe de la Ligue. Âgé de quinze ans et onze mois, il devient alors le plus jeune joueur à porter le maillot de son club formateur,,. Ce record sera battu par Ben Chrisene le 13 août 2019 (15 ans, 7 mois et 1 jour).
Le 13 août 2016 il est sur le banc lors de la deuxième journée de League Two contre Hartlepool mais n' entre pas en jeu. Le 16 août suivant, il fait ses débuts en championnat contre Crawley Town (défaite 1-0).
Le 5 novembre 2016 il délivre une passe décisive pour Reuben Reid (en) lors d' une défaite 3-1 en coupe d' Angleterre.

#### Chelsea FC
Le 1er juillet 2017, Ampadu s'engage avec le Chelsea FC contre 2,5 millions £, ce qui équivaut à 2,8 millions d'euros. Exeter tente alors d' attaquer le club londonien en justice car il avait mené des négociations avec Ampadu alors âgé de moins de 16 ans, l'âge réglementaire que la FIFA fixe pour la signature d' un premier contrat professionnel, sans l'accord de ses dirigeants.

##### Saison 2017/2018
Le 20 septembre 2017, Ampadu fait ses débuts pour Chelsea à l'occasion d'un match de Coupe de la Ligue anglaise contre Nottingham Forest. Il devient alors le premier joueur né dans les années 2000 à jouer pour l'équipe première de Chelsea. Âgé de dix-sept ans et six jours, c'est le plus jeune joueur à débuter avec les Blues depuis plus de dix ans. Le 12 décembre 2017 il joue son premier match de Premier League en entrant à 10 minutes de la fin du match face à Huddersfield. Il est ensuite régulièrement aligné lors des premiers tours de coupes nationales même face à des équipes de Premier League comme Everton, Newcastle ou Bournemouth. Ethan Ampadu participe ensuite à l'épopée de l'équipe réserve de Chelsea en EFL Trophy (éliminée en demi-finale). 

##### Saison 2018/2019
Le 29 novembre 2018 Ampadu joue son premier match de coupe d'Europe en entrant en jeu à 27 minutes de la fin du match de Ligue Europa face au PAOK Salonique. Il est ensuite titulaire lors du dernier match de phase de poules et entre en jeu à 11 minutes de la fin du match face à Malmö en seizièmes de finale. Ethan Ampadu est ensuite mis sur le banc pour la finale remportée contre Arsenal.

#### Prêt à Leipzig
Le 22 juillet 2019, Ampadu est prêté pour une saison au RB Leipzig. Le 30 octobre 2019, il joue son premier match avec Leipzig en entrant en jeu à 18 minutes de la fin du match de deuxième tour de Coupe d'Allemagne contre Wolfsburg (victoire 6-1). Le 19 février 2020, il est auteur d'une très bonne performance face à Tottenham lors d'un huitième de finale aller Ligue des champions. Il ne joue que sept matchs avec le club allemand avant de retrouver Chelsea à l'issue de la saison.

#### Prêt à Sheffield United
Le 7 septembre 2020, il est prêté pour une saison à Sheffield United.

### Carrière internationale
Ampadu peut faire le choix de plusieurs sélections sportives, l'Angleterre car il y est né, le Pays de Galles dont est originaire sa mère, l'Irlande dont est originaire son père et le Ghana, pays des origines de son père. Ethan Ampadu fait d'abord le choix de l'Angleterre et est sélectionné avec les U16 anglais. Il connaît sa première sélection face à l'équipe des États-Unis des moins de 15 ans le 19 août 2015. 
Ethan Ampadu choisit ensuite de porter le maillot du pays de Galles en moins de dix-sept ans puis en moins de dix-neuf ans.
Le 10 novembre 2017, il honore sa première sélection en A avec le pays de Galles lors d'un match amical contre la France (défaite 2-0), alors qu'il est âgé de dix-sept ans. Le 6 novembre 2018, il délivre une passe décisive contre l'Irlande lors d'un match du groupe 4 de Ligue des nations.
Il apprend sa sélection pour l'Euro 2020 en mai 2021, du fait du report de la compétition à cause de l'épidémie de Covid-19.
Le 9 novembre 2022, il est sélectionné par Rob Page pour participer à la Coupe du monde 2022.

### Vie privée
Il est le fils de Kwame Ampadu, ancien footballeur irlandais passé par Arsenal et aujourd'hui entraîneur-adjoint au Crew de Columbus, en MLS.

## Statistiques
| Saison                | Club                    | Championnat           | Championnat | Championnat | Coupe nationale | Coupe nationale | Coupe de la Ligue | Coupe de la Ligue | Compétition(s) continentale(s) | Compétition(s) continentale(s) | Compétition(s) continentale(s) | Play-Offs | Play-Offs | Pays de Galles | Pays de Galles | Total | Total |
| Saison                | Club                    | Division              | M.          | B.          | M.              | B.              | M.                | B.                | Comp.                          | M.                             | B.                             | M.        | B.        | M.             | B.             | M.    | B.    |
| 2016-2017             | Exeter City             | League Two            | 8           | 0           | 4               | 0               | 1                 | 0                 | -                              | -                              | -                              | -         | -         | -              | -              | 13    | 0     |
| Sous-total            | Sous-total              | Sous-total            | 8           | 0           | 4               | 0               | 1                 | 0                 | -                              | 0                              | 0                              | 0         | 0         | 0              | 0              | 13    | 0     |
| 2017-2018             | Chelsea FC              | Premier League        | 1           | 0           | 3               | 0               | 3                 | 0                 | C1                             | 0                              | 0                              | -         | -         | 2              | 0              | 9     | 0     |
| 2018-2019             | Chelsea FC              | Premier League        | 0           | 0           | 2               | 0               | 0                 | 0                 | C3                             | 3                              | 0                              | -         | -         | 6              | 0              | 11    | 0     |
| Sous-total            | Sous-total              | Sous-total            | 1           | 0           | 5               | 0               | 3                 | 0                 | -                              | 3                              | 0                              | -         | -         | 8              | 0              | 20    | 0     |
| 2019-2020             | RB Leipzig (prêt)       | Bundesliga            | 3           | 0           | 1               | 0               | -                 | -                 | C1                             | 3                              | 0                              | -         | -         | 5              | 0              | 12    | 0     |
| 2020-2021             | Sheffield United (prêt) | Premier League        | 25          | 0           | 3               | 0               | 1                 | 0                 | -                              | -                              | -                              | -         | -         | 13             | 0              | 42    | 0     |
| 2021-2022             | Venise FC (prêt)        | Serie A               | 28          | 0           | 1               | 0               | -                 | -                 | -                              | -                              | -                              | -         | -         | 10             | 0              | 39    | 0     |
| 2022-2023             | Spezia Calcio (prêt)    | Serie A               | 31          | 0           | 2               | 0               | -                 | -                 | -                              | -                              | -                              | -         | -         | 8              | 0              | 41    | 0     |
| Sous-total            | Sous-total              | Sous-total            | 87          | 0           | 7               | 0               | 1                 | 0                 | -                              | 0                              | 0                              | 0         | 0         | 36             | 0              | 131   | 0     |
| 2023-2024             | Leeds United            | Championship          | 46          | 0           | 3               | 2               | 2                 | 0                 | -                              | -                              | -                              | 3         | 0         | 8              | 0              | 62    | 2     |
| 2024-2025             | Leeds United            | Championship          | 29          | 0           | 2               | 0               | 1                 | 0                 | -                              | -                              | -                              | 0         | 0         | 4              | 0              | 36    | 0     |
| Sous-total            | Sous-total              | Sous-total            | 75          | 0           | 3               | 2               | 3                 | 0                 | -                              | 0                              | 0                              | 3         | 0         | 12             | 0              | 96    | 2     |
| Total sur la carrière | Total sur la carrière   | Total sur la carrière | 171         | 0           | 19              | 2               | 8                 | 0                 | -                              | 6                              | 0                              | 3         | 0         | 56             | 0              | 263   | 2     |

## Palmarès

### En club
- Chelsea FC
  - Vainqueur de la Ligue Europa en 2019.

- Leeds United
  - Champion de Championship en 2025

### Distinctions personnelles
- Membre de l'équipe-type de Championship en 2024 (EFL)[18].